# Enrico Terzaghi
Enrico Terzaghi (1803 – 1886) è stato un architetto italiano.

## Biografia e opere
Enrico Terzaghi nacque da una famiglia di artigiani dell'industria mobiliare, e frequentò l'Accademia di Belle Arti di Brera a Milano tra il 1820 e il 1830, dove vinse svariati premi nei piccoli e grandi concorsi che venivano indetti ogni anno dall'accademia. Dopo gli studi divenne allievo dell'architetto milanese Giacomo Moraglia. 
In Milano costruì molti edifici sia religiosi e secolari, fra cui la Palazzina Sessa I in Piazza Cavour 5, ma ricordiamo anche la nota chiesa nell'area suburbana di Milano, la chiesa di San Gioachimo. Si occupò inoltre del rifacimento della facciata del seicentesco Palazzo Corio in via S. Paolo 12.
L'architetto fu impegnato in importanti restauri e diversi recuperi di alcuni edifici storici. Fu membro della Commissione per il Restauro della Basilica di S. Eustorgio e per quella della chiesa di S. Eufemia in Milano.
Nel corso della sua vita divenne socio dell'Accademia di Belle Arti di Brera e membro della Commissione Edilizia Municipale locale. 
Morì il 29 Novembre 1886 a Milano.